# Revoltes de l'arròs de 1918

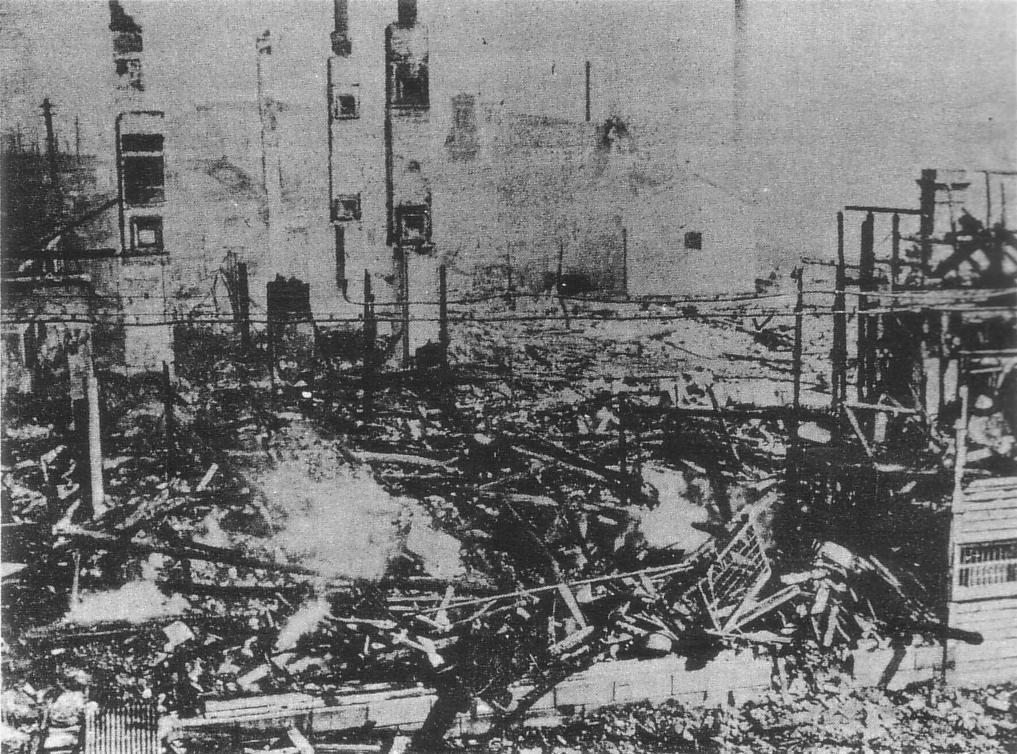
El Suzuki Shoten de Kobe, incendiat durant les revoltes de l'11 d'agost de 1918.

Les revoltes de l'arròs de 1918 van ser una sèrie d'aixecaments populars al Japó entre juliol i setembre de 1918 i que van portar al col·laspse gairebé total a l'administració de Terauchi Masatake.

## Causes
Una pujada sobtada del preu de l'arròs va provocar una crisi econòmica severa, especialment a les zones rurals on l'arròs era el producte principal de la dieta. Els grangers, en veure els pocs diners que rebien enfront dels alts preus del mercat (per una regulació governamental) van mostrar la seva indignació davant els intermediaris i funcionaris, que havien permès la pujada sense control. El preu va arribar al seu punt màxim en un moment de postguerra on la inflació era generalitzada i escassejaven els productes de primera necessitat. La guerra siberiana, tanmateix, va empitjorar la situació, ja que el govern va comprar grans estocs d'arròs per a les tropes mobilitzades, fet que va encarir-lo encara més. Les protestes van esclatar arreu.

## Les revoltes
Les revoltes van assolir una duresa mai vista a la història moderna del Japó, tant pel seu abast com per la violència dels manifestants. La protesta va començar a la ciutat d'Oozu, a la prefectura de Toyama, el 23 de juliol de 1918, en un primer moment de forma pacífica però de seguida amb avalots, intervenció de la policia, incendis i enfrontaments armats al carrer. A mitjans de setembre, s'havien produït més de 623 revoltes a més de 350 poblacions, amb 2 milions de participants totals. 25000 persones van ser detingudes, de les quals 8200 van ser declarades culpables, amb penes que oscil·laven entre petites multes fins a la pena de mort.
Assumint la responsabilitat del desordre públic, el Primer Ministre Terauchi i el seu equip van dimitir el 29 de setembre de 1918. És polèmica la relació d'aquestes revoltes amb l'imperialisme japonès: alguns estudiosos afirmen que per tal d'alleujar la crisi d'oferta de l'arròs es va intensificar el control sobre Taiwan i Corea.